# ゼムン
ゼムン（セルビア語:Земун / Zemun、セルビア・クロアチア語発音: [zɛ̂,mun]）は、セルビアの歴史的な街であり、また現在は同国の首都・ベオグラードを構成する17の区（オプシュティナ）の1つとなっている。歴史上、ゼムンはベオグラードとは別の街として発展してきたが、20世紀後半にノヴィ・ベオグラードの開発によって両者は結ばれて1つの都市となった。

## 呼称
古代、この地にあったケルト人やローマ人の居住地は「タウルヌム（Taurunum）」と呼ばれている。フランク人による十字軍の記録の中では、この街は「マレヴィラ（Mallevila）」として記録されており、これは9世紀以降にみられる呼称である。同じ時代にスラヴ語による名称「ゼムン」が初めて文献に登場する。「ゼムン」の名は、スラヴ語で大地を意味するゼムリャ（zemlja）に由来すると考えられており、その後の各言語での呼称、すなわち現代のセルビア語の「ゼムン」や、ハンガリー語の「ジモニ（Zimony）」、ドイツ語の「ゼムリン（Semlin）」はすべてこれに由来するものである。

## 歴史

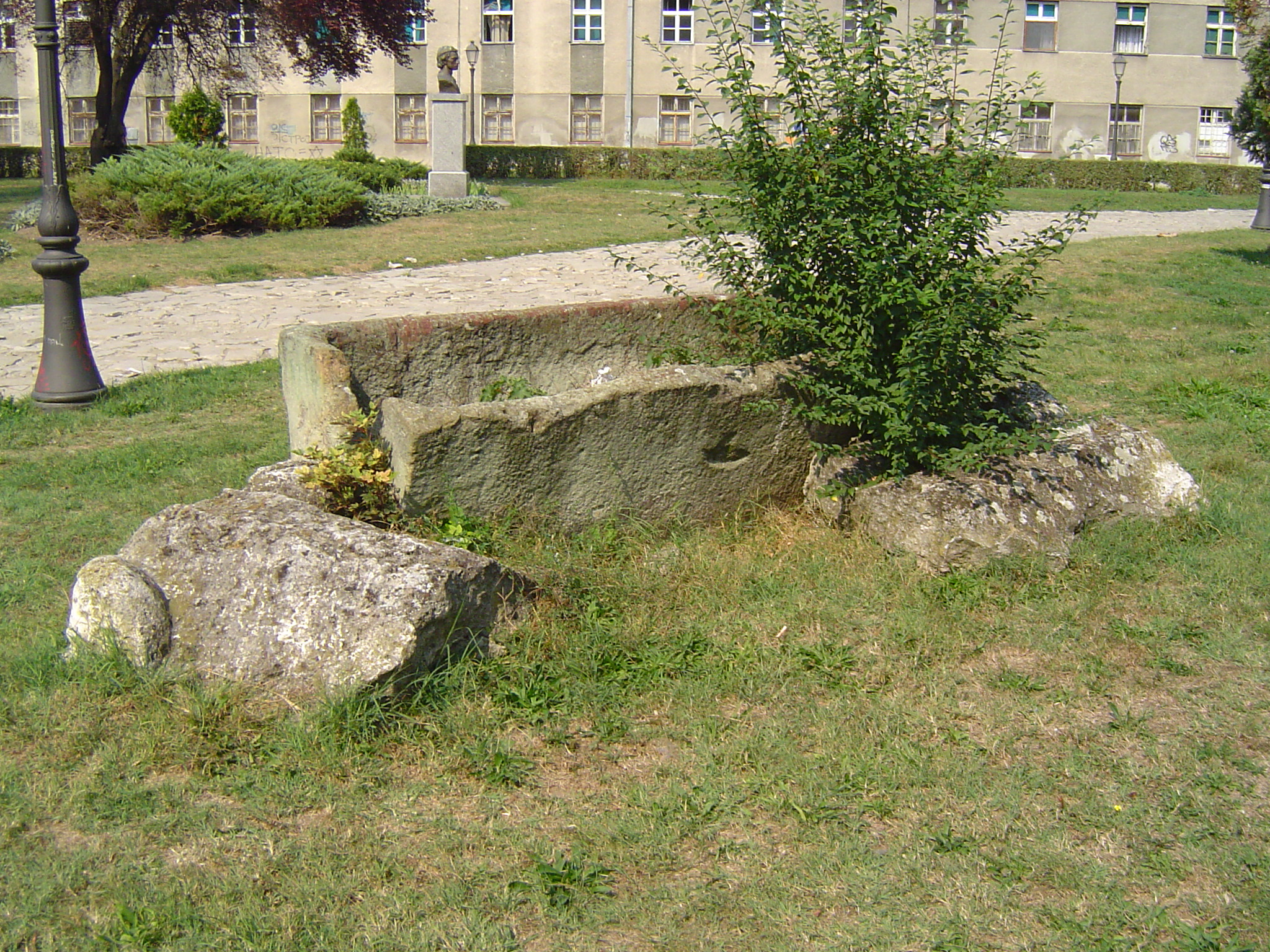
ローマ時代の石棺

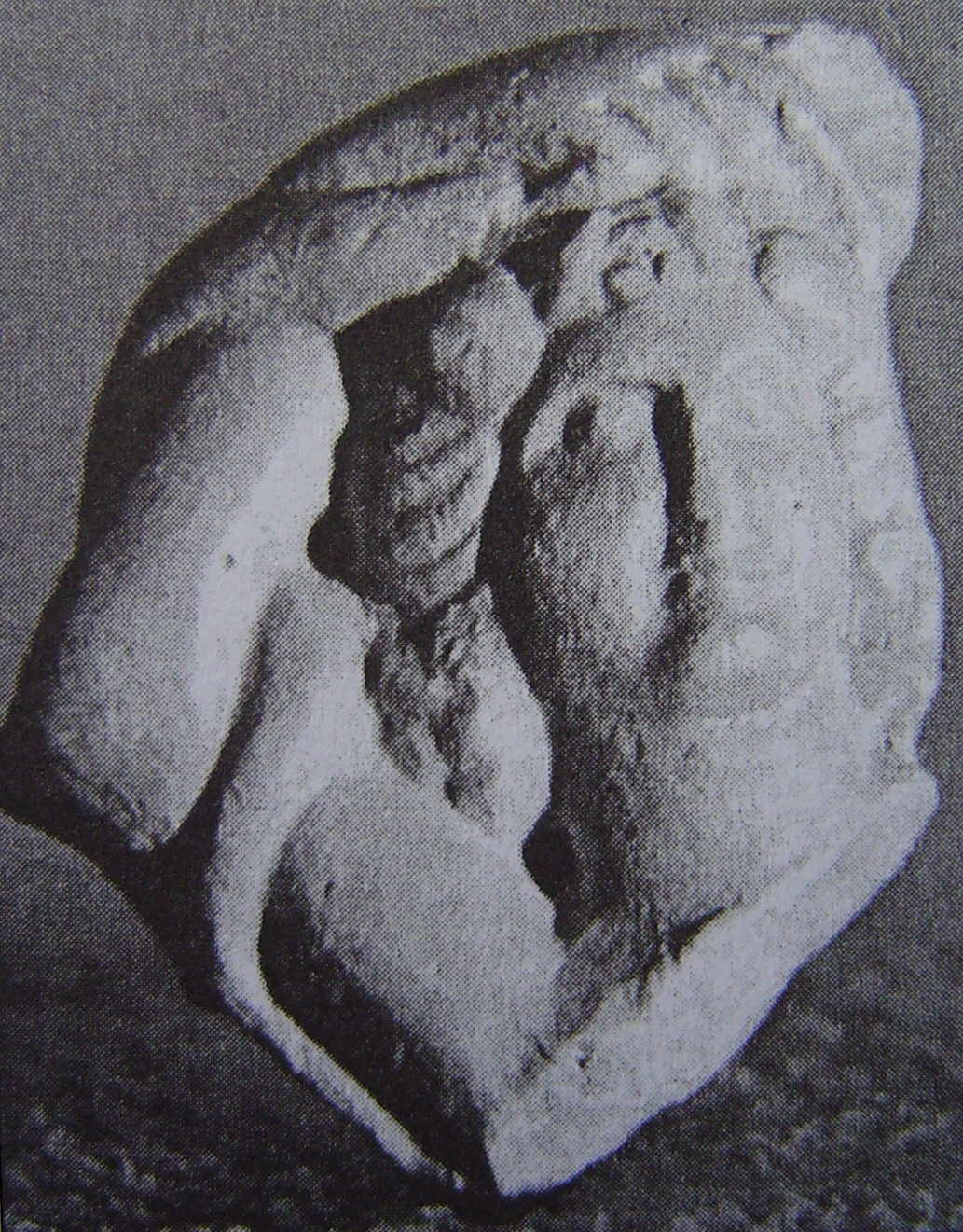
ゼムンで見つかった、ギリシア神話のマイナスの石像

こんにちのゼムンには新石器時代から人の居住があった。バデン文化（Baden culture）の墓地や土器（器や壺など）がゼムンで見つかっている。また付近のアスタルトナ・バザ（Asfaltna Baza）からはボスト文化（Bosut culture）の墓地が見つかっている。タウルヌムで初のケルト人の居住は、スコルディスキがトラキアおよびダキアに属するドナウ川沿いの一部地域を支配下においた紀元前3世紀のことであった。ローマ人は紀元前1世紀にこの地を支配下に収め、タウルヌムは西暦紀元15年にパンノニア属州の一部となった。タウルヌムには要塞があり、シンギディヌム（ベオグラード）を訪れるローマ人の係留地として利用された。ローマの詩人オウィディウスのペンがタウルヌムで見つかったと言われている。民族移動時代を経て、この地域はローマ帝国、ゲピド王国（Kingdom of the Gepids）、ブルガリア帝国など、多くの国家・民族による支配を経験することとなる。12世紀にはハンガリー王国の支配下となり、15世紀にセルビア人のデスポト（Despot）・ジュラジ・ブランコヴィッチ（Đurađ Branković）の所領となる。1459年に一帯のセルビア人諸侯国がオスマン帝国に征服されると、ゼムンは軍の駐屯地として重要な拠点となる。ゼムンは1521年7月12日にオスマン帝国に征服され、ブディン州（ブディン・パシャルク、Budin）、スレム・サンジャクの一部となった。

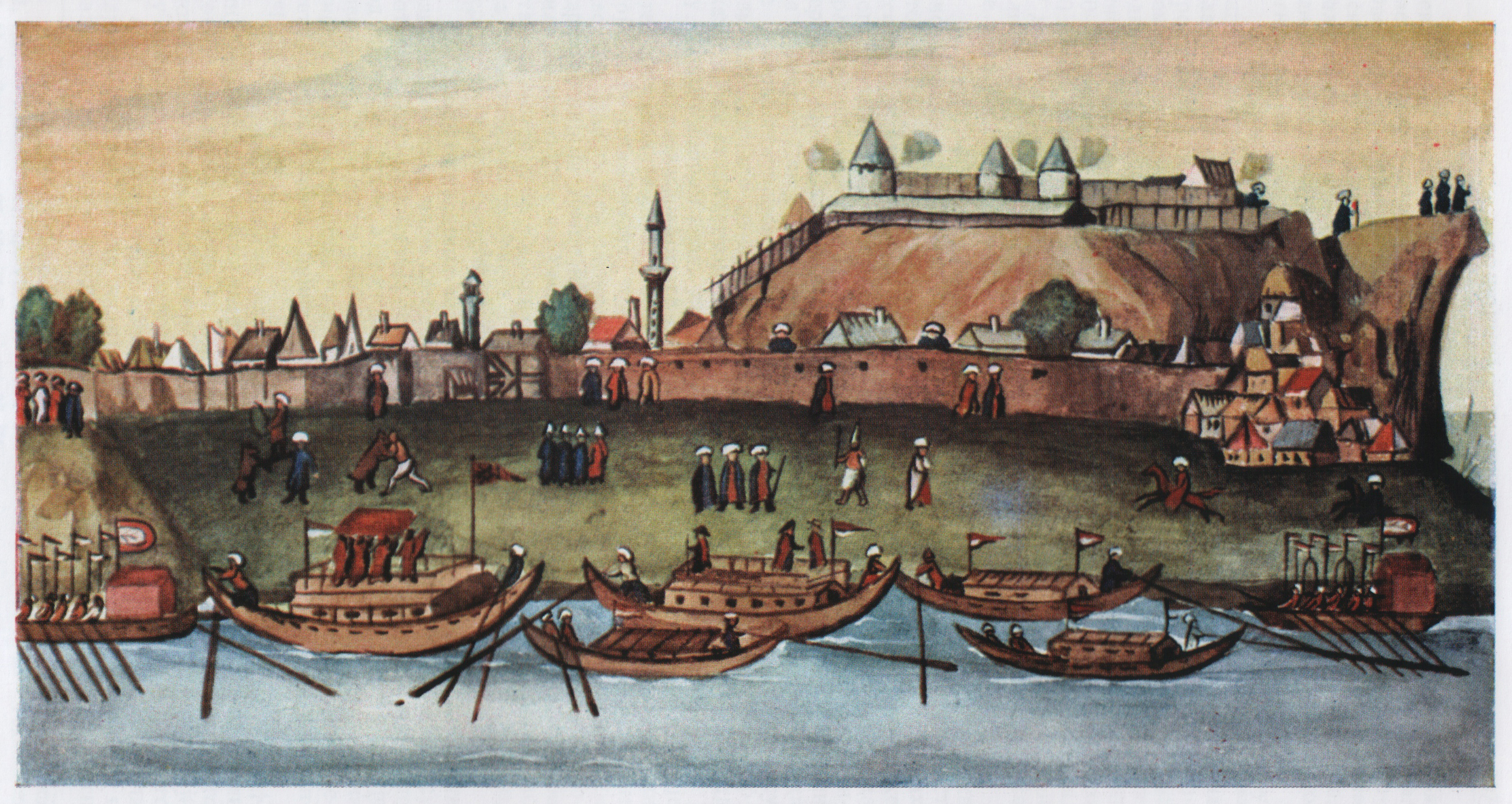
1608年、オスマン帝国支配下のゼムン

オスマン帝国が1716年8月5日にペーターヴァルダインの戦いで敗れた後、ゼムンを含むスレム地方南東部は、1717年にハプスブルク君主国（オーストリア大公国）に征服された。パッサロヴィッツ条約によってこの地方はシェーンボルン家（Schönborn）の所領となった。ドナウ川とサヴァ川の合流地点に位置するこの場所は、ハプスブルク家のオーストリア大公国とオスマン帝国の戦いにおいて戦略的重要拠点であった。1739年のベオグラード条約（Treaty of Belgrade）によって最終的に国境が確定されオーストリア領となった。1746年には軍政国境地帯が設置され、1749年にゼムンは軍事地区に指定される。1754年の時点で、ゼムンには1900人の正教徒、600人のカトリック教徒、76人のユダヤ人、100人のロマが居住していた。1777年にはゼムンには1130世帯、6800人が居住し、うち半数はセルビア人、残りの半数はカトリック教徒やユダヤ人、アルメニア人、ムスリムなどであった。カトリックの住民の中で最大の勢力はドイツ人であった。この頃よりゼムンにはドイツ人やハンガリー人の居住者が増え始める。

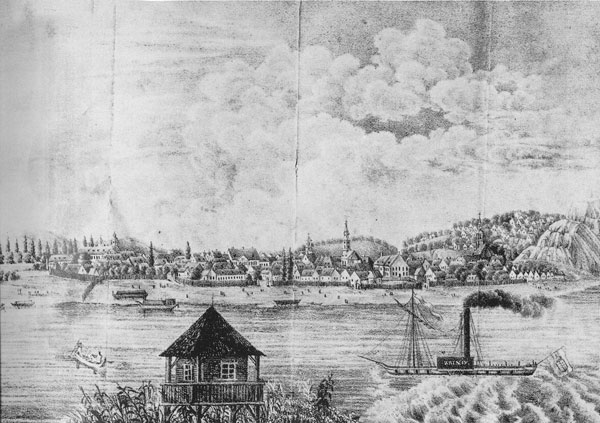
19世紀のゼムン

ゼムンは交通の要衝、そして国境の街として繁栄した。1816年には多数のドイツ人およびセルビア人の移入に伴い、街が大幅に拡張され、新たにフランツェンシュタール（Franzenstal）およびゴルニャ・ヴァロシュ（Gornja Varoš）地区が誕生した。19世紀のゼムンの人口は1310世帯、7089人であった。1813年には、オスマン帝国に対する反乱を率いたカラジョルジェ・ペトロヴィッチ（Karađorđe Petrović）が失脚し、多くのセルビア人とともにゼムンへと逃げこむという、セルビアの歴史上の重要な出来事の現場となった。
1848年革命の時代、ゼムンはオーストリア帝国の内部に成立したセルビア・ヴォイヴォディナの事実上の首都となったが、1849年にはこの地は再び軍政国境地帯へと戻された。1882年に軍政国境地帯が廃止されると、ゼムンを含むスレム地方一帯はハンガリー王国、後にオーストリア＝ハンガリー帝国の自治領・クロアチア・スラヴォニアのセレーム県（Syrmia County）の一部となった。1883年には初めて鉄道で西方の諸国と結ばれ、1884年にはサヴァ川を渡る鉄道橋も築かれた。
1914年の第一次世界大戦の時代、ゼムンはセルビア王国とオーストリア＝ハンガリー帝国との衝突の最前線となったが、最終的に1918年11月5日にセルビアがこの地を手に入れることとなった。終戦後、セルビア人・クロアチア人・スロベニア人王国（後にユーゴスラビア王国）が成立し、ゼムンはその一分となった。戦間期には街の有力者らは急進党や民主党、クロアチア農民党（Croatian Peasant Party）、そしてドイツ人が支持する社会主義の諸政党などの陣営に分かれて争った。
1934年にゼムンとベオグラードを結ぶバスが運行を開始し、ゼムンではセルビア人の人口が増加した。1927年に空軍基地が設置され、1941年4月にユーゴスラビアが枢軸国の侵略を受けるとゼムンはその重要な標的となった。ユーゴスラビア王国が降伏すると、ゼムンを含むスレム地方一帯はクロアチア独立国の一部となった。1944年にパルティザンによってゼムンは解放され、それ以降セルビアの一部となった。
スロボダン・ミロシェヴィッチの時代、ゼムンは悪名高い強力な犯罪組織「ゼムン・クラン（Zemun Clan）」の拠点となった。ゼムン・クランの構成員には、後にゾラン・ジンジッチの暗殺で有罪となった者が多数含まれる。

## 地理

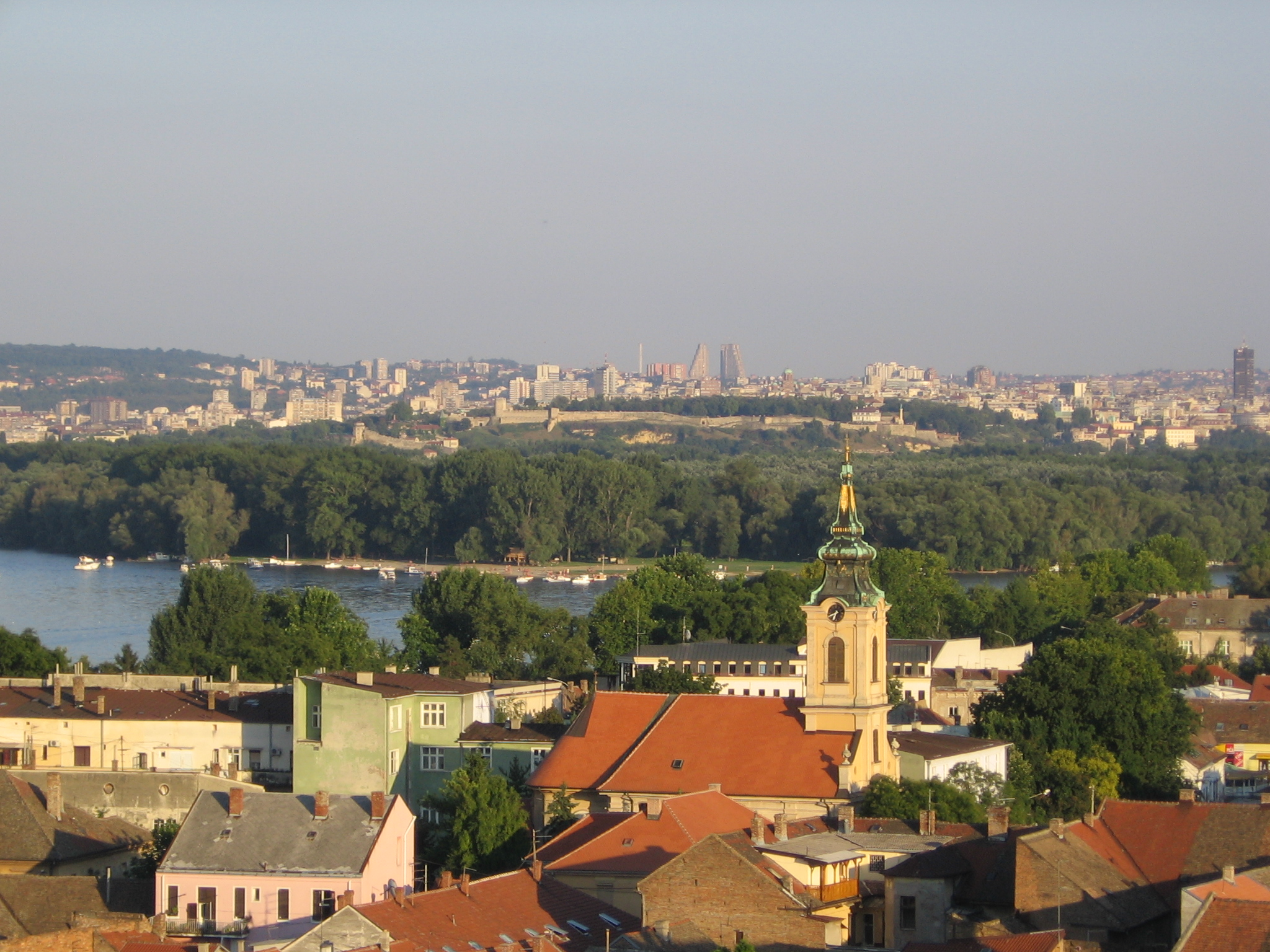
ゼムンからみたスタリ・グラード

ゼムンはもともと、ドナウ川右岸に位置する3つの丘、ガルドシュ（Gardoš）、チュコヴァツ（Ćukovac）、カルヴァリヤ（Kalvarija）の上に築かれ、発展してきた。この場所でドナウ川は大きく広がり、その先にサヴァ川の河口、中洲である大戦争島（Great War Island）がある。ゼムンの中核となるのはドニ・グラード（Donji Grad）、ガルドシュ（Gardoš）、チュコヴァツ（Ćukovac）、ゴルニ・グラード（Gornji Grad）の各地区である。その南でノヴィ・ベオグラード区に面しており、同区のトシン・ブナル（Tošin Bunar）地区へと市街地が続いている。西にはアルティナ（Altina）およびプラヴィ・ホリゾンティ（Plavi Horizonti）、北西にはガレニカ（Galenika）、ゼムン・ポリェ（Zemun Polje）、バタイニツァ（Batajnica）といった地区がある。
ゼムンは地理的にはスレム（スリイェム）東部に属し、またベオグラード市域の中西部に位置している。ゼムンの中心市街地は、ベオグラード市街地全体のうち北端および西端に位置している。ゼムンより西にはヴォイヴォディナ自治州の州境があり、同自治州に属するノヴァ・パゾヴァ（Nova Pazova）と接している。南に隣接するスルチン、南東のノヴィ・ベオグラード、ドナウ川の対岸に位置するパリルラ（Palilula）およびスタリ・グラードはいずれも、ゼムン同様にベオグラードを構成する自治体である。
ゼムンの北を流れるドナウ川の沿岸部は大部分がぬかるみとなっており、河岸から人が居住する丘陵地までは距離がある。ゼムンの中心市街地がドナウ川右岸にある、高さ100メートルほどの丘陵地の上に築かれている。これらのゼムンの丘陵地は、スレム黄土台地の末端に位置するゼムン黄土台地の一部であり、三日月型に広がるベジャニスカ・コサ（Bežanijska Kosa）黄土丘陵へと続いている。黄土層は最大で40メートルの厚みがある。ドナウ川の中洲である2つの無人島、大戦争島および小戦争島（Little War Island）もゼムン区に属する。ゼムン区の総面積は153平方キロメートルに達する。

## 住民
ゼムンはベオグラードでもっとも人口密度の高い地域のひとつであり、第二次世界大戦以降に人口は大幅に増加した。公式の国勢調査によるゼムンの人口は以下の通りである:
| 年   | 市街地  | 自治体全域 |
| ---- | ------- | ---------- |
| 1921 | 18,528  |            |
| 1931 | 28,083  |            |
| 1948 | 42,230  |            |
| 1953 | 44,110  | 51,129     |
| 1961 | 72,956  | 74,851     |
| 1971 | 95,142  | 111,967    |
| 1981 | 116,826 | 138,702    |
| 1991 | 141,695 |            |
| 2002 | 145,751 | 152,950    |
| 2011 | 151,811 | 166,292    |

2004年以前の自治体の人口には、ゼムンから分離される以前のスルチンの人口が含まれる。

### 民族別
2002年の国勢調査による住民の民族別の内訳は以下の通り:
- セルビア人 = 133,988人（87.61%）
- ロマ = 4,030人（2.64%）
- ユーゴスラビア人 = 3,315人（2.17%）
- クロアチア人 = 1,970人（1.29%）
- その他

## 行政

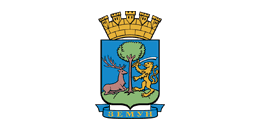
ゼムンの区旗

1929年10月3日、アレクサンダル1世の統治下でゼムン自治体はベオグラード市を構成する自治体とされた。1934年4月1日にゼムン自治体は廃止され、単一のベオグラード自治体が設置された。1941年から1944年までゼムンはナチス・ドイツの占領下に置かれ、形式上はドイツの傀儡国家であるクロアチア独立国の一部とされたが、実際にはドイツ軍が支配した。解放後の1945年にベオグラードは区（ラヨン）に分けられたが、ゼムンはこれとは別にゼムン市（grad）とゼムン地区（srez）に分けられた。1955年にゼムン市およびゼムン地区の大部分は再びベオグラードの一部となった。1950年代から1960年代にかけて、ボリェヴツィ（Boljevci）およびドバノヴツィ（Dobanovci）の両自治体がスルチン自治体へ、バタイニツァ（Batajnica）自治体はゼムン自治体へと合併された。1965年にスルチン自治体がゼムン自治体へと合併され、面積438平方キロメートルに達する巨大なゼムン自治体が誕生した。しかし、2003年11月3日にベオグラード市議会はスルチン自治体の再設を決定し、2004年11月3日にスルチン自治体はゼムン自治体から行政的に分離された。2000年代初期にはバタイニツァをゼムンから分離する動きも起こった。
ゼムンとベオグラードの住民の間には長年にわたる対抗意識があり、とくに若年層で顕著である。一般的にゼムンの住民は自らの街をベオグラードからは独立し、より発達した文化的な街と考えており、自身をベオグラードとは異なるゼムンの住民であると考えているが、これに反してベオグラードの住民はゼムンをベオグラードの郊外地区と考えている。

## 経済・交通
ゼムンはベオグラード市の中でもっとも発達した自治体のひとつであり、多岐にわたる産業を持っている。域内の2箇所で工業団地の開発が進められており、それぞれ幹線道路やバタイニツァ、ノヴィ・サドと結ばれる道路に面している。製造業では、農業機械・設備のズマイ（Zmaj）、精密・工学機器、オートメーション設備のテレオプティク（Teleoptik）、時計のINSA、バスやその他大型輸送機器のイカルブル（Ikarbus）、製薬のガレニカ（Galenika）、プラスチックのグルメチュ（Grmeč）、くつのオブチャ・ベオグラード（Obuća Beograd）、せんいのTIZおよびゼクストラ（Zekstra）、リサイクルのINOSマテリ（INOS metali）およびINOSパピル（INOS papir）、飲料のコカ・コーラおよびナヴィプ（Navip）、陶磁器のロマ（Roma）、建設資材のDIAおよびアニツォム（Anicom）や、電子機器、皮革製品の製造拠点がある。また、これらの工業団地には多くの物流倉庫もある。
セルビアの重要な道路が複数、ゼムンを通過している。ベオグラード＝ザグレブ道路や、ノヴィ・サドとベオグラードとを結ぶ道路は旧道・バタイニチュキ・ドルム（Batajnički drum）も新道もゼムンを通過する。また、ベオグラードを迂回してバタイニツァとブバニ・ポトク（Bubanj Potok）を結ぶ建造中のベオグラード・バイパス（Belgrade bypass）の始点もゼムンの域内に含まれる。ゼムンの本土とドナウ川の中洲・大戦争島とを結ぶ舟橋が夏の間設置されるのを除けば、ゼムンにはドナウ川を渡る橋は存在しない。ゼムンのガレニカ（Galenika）と対岸のボルチャ（Borča）とを橋で結ぶ計画がある。
2011年4月に、ベオグラード首都圏の都市鉄道「BG Voz」のバタイニツァ - ノヴィ・ベオグラード間が延伸開業し、ベオグラード中心部を経てパンチェヴォ橋駅までBG Vozの電車で直通利用が可能となった。
バタイニツァ地区の近くに位置するバタイニツァ空軍基地（Batajnica Airbase）へは市民の出入りは制限されている。

## 文化・教育

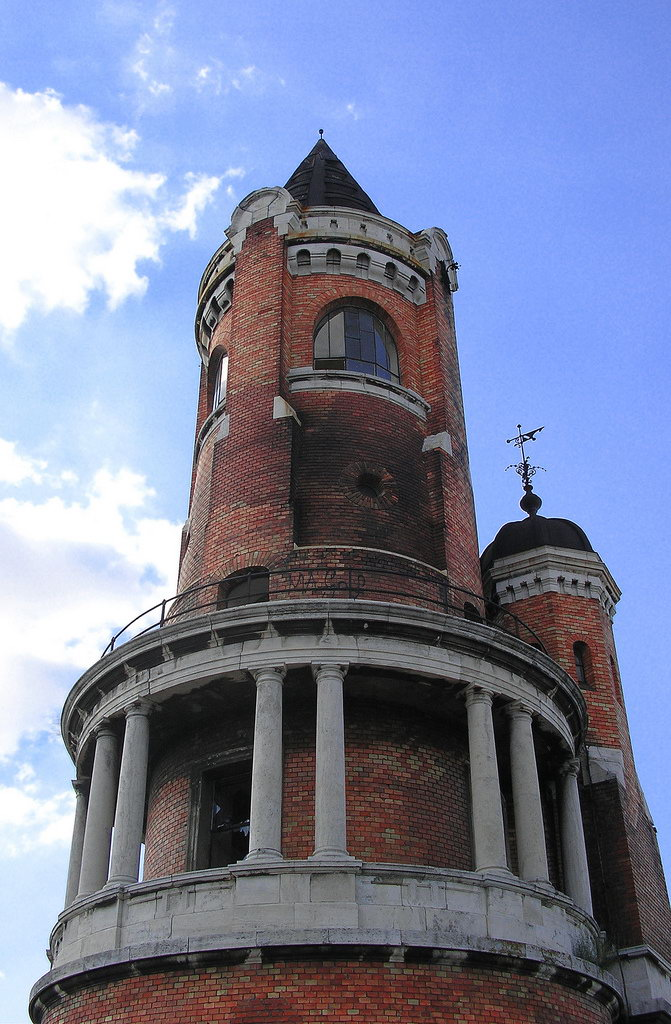
ガルドシュの「フニャディ・ヤーノシュの塔」

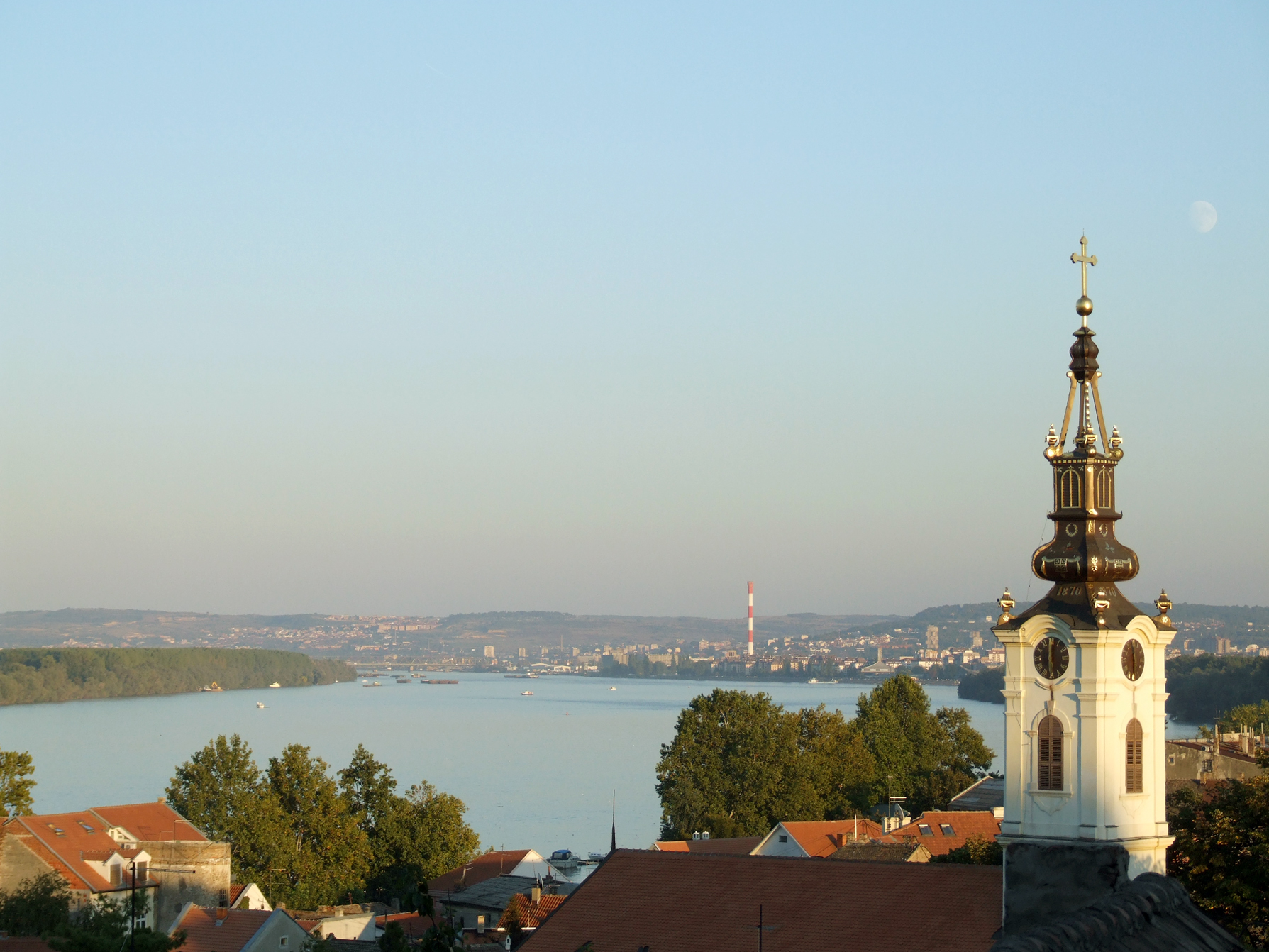
ゼムン（手前）とベオグラード（奥）

ベオグラード大学の農学部を始め、多数の高等教育機関（内政、機械・工学、薬学など）や研究機関（農林学、鉱業、トウモロコシ、畜産、核エネルギー応用、物理学など）の施設がゼムンにある。また、郷土博物館やマドレニアヌム（Madlenianum）オペラ劇場がある。
ベオグラードの主要な医療機関のうち2つ、KBSゼムン（KBC Zemun）およびKBCベジャニスカ・コサ（KBC Bežanijska Kosa）、ならびにベオグラードで最大の老人養護施設ベジャニスカ・コサ（Bežanijska Kosa）がゼムンにある。
宗教施設には、ガルドシュ墓地聖堂（Gardoš）やハリシュ礼拝堂（Hariš）、聖ニコライ聖堂、聖大天使ガヴリイル聖堂、2つのローマ・カトリックの聖堂などがある。
ゼムンの市街地には多くの広場がありそれぞれ、マギストラツキ（Magistratski）、セニスキ（Senjski）、ヴェリキ（Veliki）、ブランカ・ラディチェヴィツァ（Branka Radičevića）、カラジョルジェヴ（Karađorđev）、マサリコヴ（Masarikov）などと名付けられている。青空市場が行われる広場もある。ドナウ川沿いの河岸部は1キロメートルにわたる遊歩道があり、はしけのカフェやアミューズメント・パーク、かつてベオグラード最大のホテルであったホテル・ユーゴスラヴィヤ（Hotel Jugoslavija）など、多くの娯楽施設が軒を連ねる。
12世紀のハンガリー王国とビザンティン帝国との戦争の頃の街の残滓が残されており、ゼムンスキ・グラード（Zemunski Grad）と呼ばれる。現在も見られる構造物としては、塔と防壁から成る中世の要塞が見られる。これは、15世紀にオスマン帝国のスレイマン1世の軍に対して、ハンガリー王国軍や、クロアチア人マルコ・スコブリッチ（Marko  Skoblić）率いるクロアチア人・セルビア人混成の500人の水兵シャイカシ（šajkaši）が戦った時代のものである。この戦いでは、強固な抵抗にもかかわらず、7月12日にゼムンはオスマン帝国に制圧され、ベオグラードもその直後に制圧された（Пад Београда）。この場所には後にクラ・シビニャニン・ヤンカ（Kula Sibinjanin Janka、「フニャディ・ヤーノシュの塔」）が立てられた。この塔は、ハンガリー人のパンノニア平原への定住1000年を記念して、1896年8月20日に完成した。塔はローマの様式を元に、複数の要素を織りまぜたものである。塔は数十年にわたって消防士らが利用していた。塔の名前の由来となったフニャディ・ヤーノシュは、この塔が建つ4世紀半前に、ゼムンの要塞で死去した。
地元の住民は長年にわたって、細く自動車の通行に適さない石畳の路地などを含む、街の古い外観を保つ努力を続けている。
ゼムンには公園は少なく、最大である市民公園（Gradski park）は1880年に開設されたもので、2008年に改良計画が設定された。この他、カルヴァリヤ地区にはイェロヴァツ公園（Jelovac）があり、またマジュラニッチ広場（Mažuranić）の小さな公園は2007年11月に改修された。

## スポーツ
ゼムンにはFKゼムンやFKミルティナツ・ゼムン（FK Milutinac Zemun）、BSKバタイニツァ（BSK Batajnica）のホーム・グラウンドをはじめ、多数のスポーツ競技場がある。ベオグラードの主要な屋内スポーツ施設ハラ・ピンキ（Pinki）もゼムンにある。
過去にはシュパルタ・ゼムン（Šparta Zemun） およびZAŠK（ZAŠK）というサッカー・クラブもあったが、1939年にSKゼムンへと統合された
1941年から1944年にかけてのナチス・ドイツ占領時代、傀儡政権のクロアチア独立国の領土とされたゼムンには、HŠKグラジャンスキ、（HŠK Građanski）、HŠKゼムン（HŠK Zemun）、HŠKドゥナヴ・ゼムン（HŠK Dunav）、HŠKハイドゥク・ゼムン（HŠK Hajduk）という4つのクロアチア人のサッカー・クラブと、DSVヴィクトリア・ゼムン（DSV Victoria）、SKリート（SK Liet）という2つのドイツ人のサッカー・クラブがあった。
FKゼムンはかつてガレニカという名前だった頃、ユーゴスラビア・プルヴァ・リーガ（ユーゴスラビア1部リーグ）に属した経験がある。この他にFKテレオプティク（Teleoptik）、FKズマイ（Zmaj）、FKミルティナツ・ゼムン（Milutinac）といったサッカー・クラブもある。

## 姉妹都市
ゼムンは以下の都市と姉妹都市提携している:
- アッ・ラーム（ar-Ram） - パレスチナ
- バニャ・ルカ - ボスニア・ヘルツェゴビナ
- ビトラ - マケドニア共和国
- エシュ＝シュル＝アルゼット - ルクセンブルク
- ヘルツェグ・ノヴィ - モンテネグロ
- クラーニ - スロベニア
- ケルキラ - ギリシャ
- タワーハムレッツ - イギリス
- メドリング（Mödling） - オーストリア
- オッフェンバッハ - ドイツ
- オフリド - マケドニア共和国
- オシエク - クロアチア
- ピュトー - フランス
- ダマスカス郊外県 - シリア
- ティルブルフ - オランダ
- ヴェッレトリ - イタリア
- ベレヤ - ギリシャ